# 에고타노모리 공원

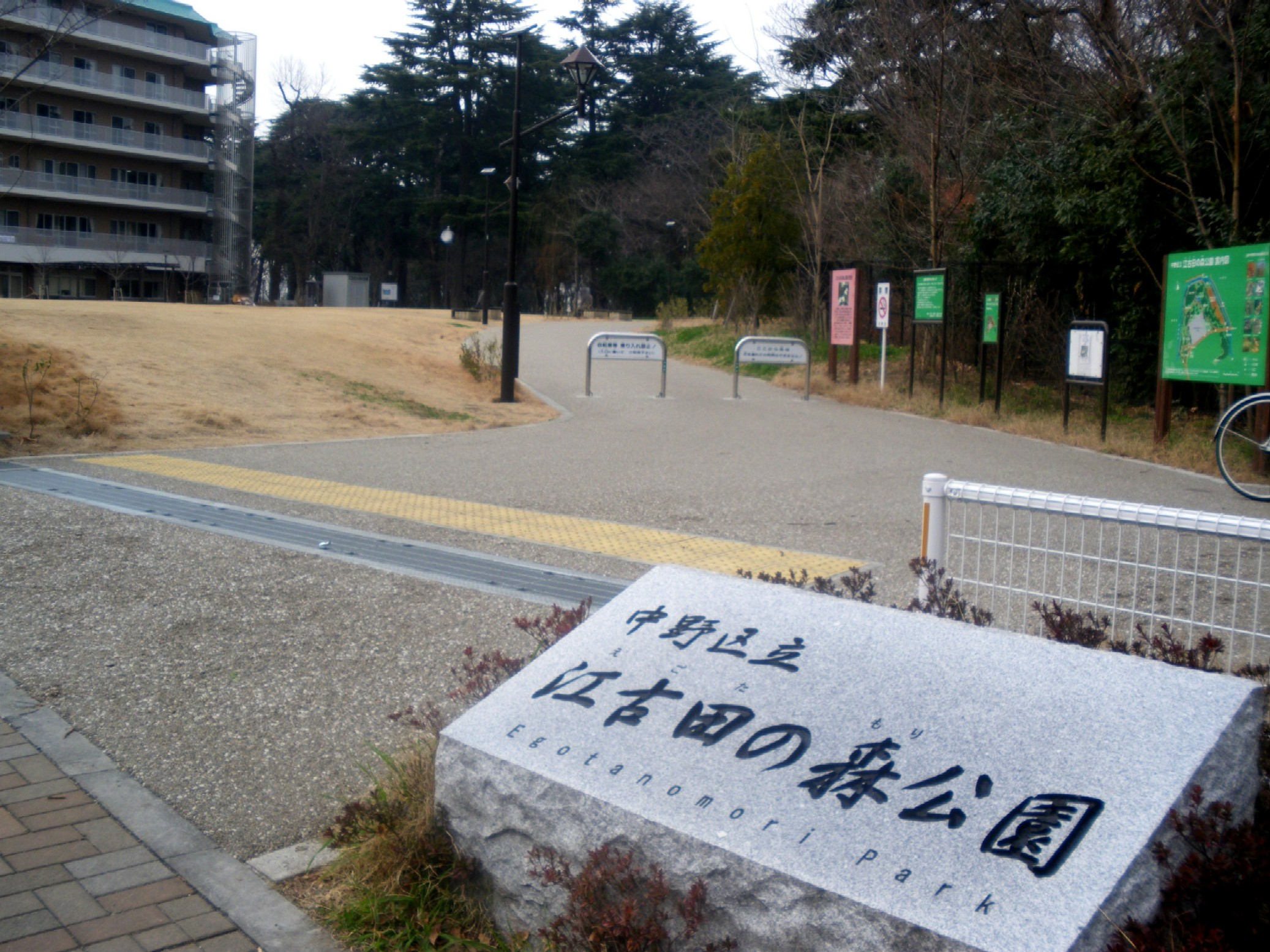
에고타노모리 공원 입구

에고타노모리 공원(일본어: 江古田の森公園 에고타노모리코엔[*])는 일본 도쿄도 나카노구 에고타에 위치한 공원이다.

## 같이 보기
- 일본의 국립공원